# Hits! The Very Best of Erasure
Hits! The Very Best of Erasure è un album di raccolta del gruppo musicale britannico Erasure, pubblicato nel 2003.

## Tracce
Tutte le tracce sono state scritte da Andy Bell e Vince Clarke, eccetto dove indicato.

### Disco 1
1. Oh L'amour
2. Sometimes
3. Victim of Love
4. Ship of Fools
5. Chains of Love
6. A Little Respect
7. Stop!
8. Blue Savannah
9. Chorus
10. Love to Hate You
11. Breath of Life
12. Lay All Your Love on Me (Benny Andersson, Björn Ulvaeus)
13. Take a Chance on Me (Andersson, Ulvaeus)
14. Voulez-Vous (Andersson, Ulvaeus)
15. Always
16. Stay with Me
17. In My Arms
18. Freedom
19. Solsbury Hill (Peter Gabriel)
20. Oh L'amour (August Mix)

### Disco 2:Erasure Megamix
1. Stay with Me
2. You Surround Me
3. In My Arms
4. Solsbury Hill (Gabriel)
5. A Little Respect
6. Chains of Love
7. Take a Chance on Me (Andersson, Ulvaeus)
8. Love to Hate You
9. Stop!
10. Victim of Love
11. Blue Savannah
12. Always
13. Freedom
14. Chorus
15. Oh L'amour
16. Breath of Life
17. Sometimes
18. Ship of Fools